# Wardow
Wardow är en kommun och ort i Landkreis Rostock i förbundslandet Mecklenburg-Vorpommern i Tyskland.
I kommunen finns ortsdelarna Alt Kätwin, Goritz, Groß Ridsenow, Klein Ridsenow, Kobrow, Kossow, Neu Kätwin, Polchow, Teschow und Vipernitz.
Kommunen ingår i kommunalförbundet Amt Laage tillsammans med kommunerna Dolgen am See, Hohen Sprenz och Laage.